# 古山伴水
古山 伴水（ふるやま ばんすい、生没年不詳）は、江戸時代の浮世絵師。

## 来歴
古山師重の門人で作画期は享保の頃とされ、細判漆絵「梅を手折る大黒天」が作として知られている。